# Жіночий герб
Жіночий герб ― герб, що вживався жінками дворянства та вищого статусу. Загальні правила для жінок у геральдиці розвивалися по-різному залежно від місцевості, внаслідок чого правила створення та використання гербів для жіноцтва відрізняються в різних геральдичних системах. Жіночі герби, як правило, мали форму ромба або овалу в період між Середньовіччям і XVIII століттям. Герб зазвичай успадковувався від батька або чоловіка — також було можливо, що жінка поєднувала обидва й таким чином створювала власний.

## Західноєвропейська геральдика

### Витоки
Перші жіночі знаки у щитах зустрічаються у романській (візантійській) геральдиці XI ― початок XII ст. Як правило, жінки використовували знаки чоловіків.

Типові герби жінок Західної Європи

На основі печаток, збережених від часів середньовіччя, можна стверджувати, що між XIII та XV століттями західноєвропейки шляхетного походження почали використання гербів своїх батьків та чоловіків на щитах без шоломів та клейнодів. Печатки армігерок були переважно овальної форми. Як і чоловічі, вони часто мають зображення власниці, інколи з двома щитами у кожній руці. Деякі середньовічні пам'ятники із жінками доповнені щитом.

### Дошлюбні герби

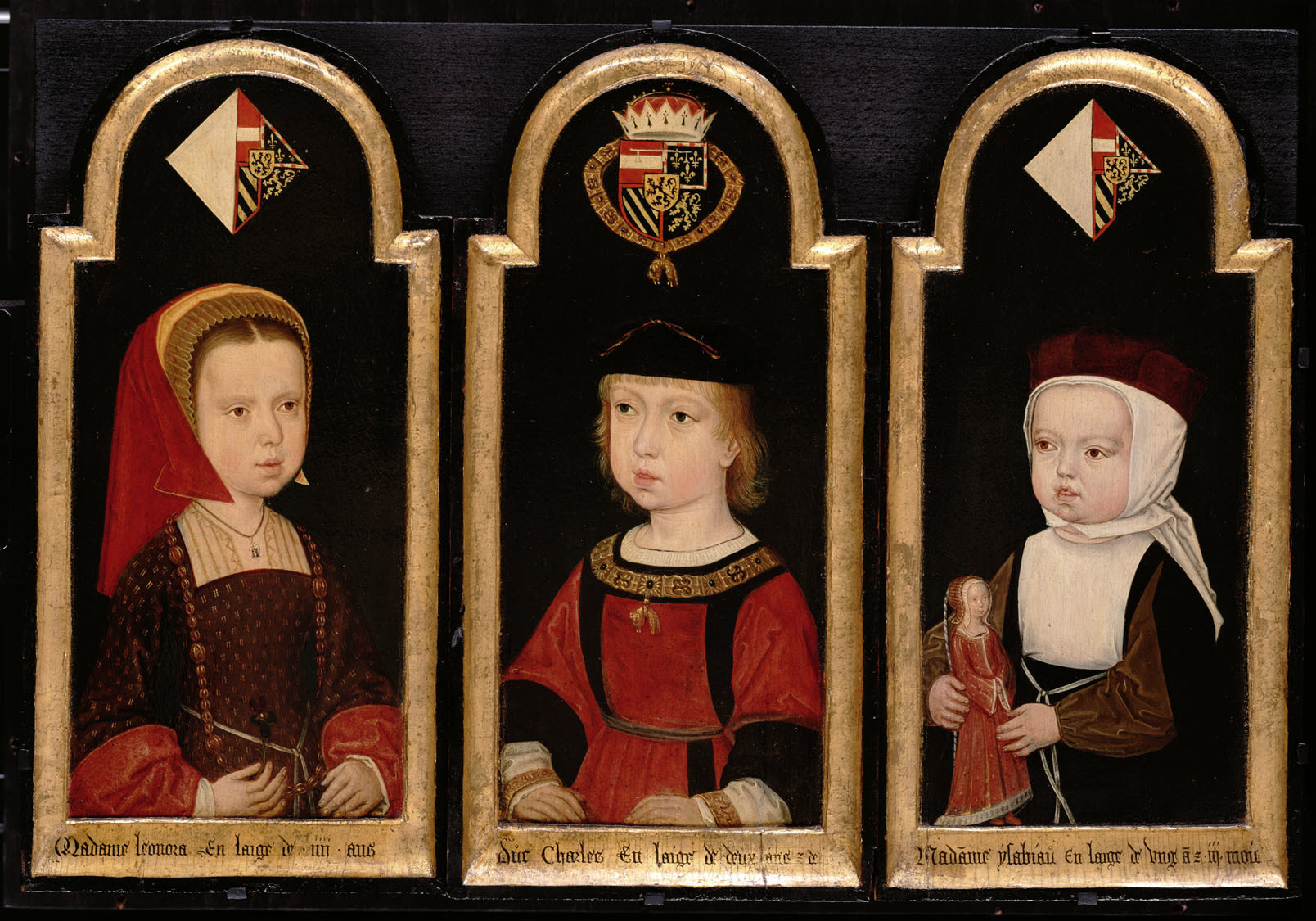
Портрет дворічного імператора Карла V (1500—1558) з сестрами Елеонорою (1498—1558) та Ізабеллою (1501—1525)

У більшості геральдичних традиціях герб, як правило, передається патрилінійно, тобто донька використовує герб батька. Герб, таким чином, символізував не саму жінку безпосередньо, а її батька. Форма герба жінки може змінюватися разом із її соціальним статусом. Герб неодруженої жінки, розлученої або вдови зображається на «lozenge» — ромбоподібному щиті без шолома (за винятком Шотландії, де лідерка клану і голова роду може мати шолом). Оскільки традиційний гербовий щит був частиною військового спорядження чоловіка, жінкам його не рекомендували. Тому для них використовувався щит у формі ромба (можливо, це натяк на веретено — неодмінний атрибут середньовічної жінки). До шлюбу герб жінки повторював у полі герб її батька, причому до верхнього кута ромбоподібного щита могла прив'язуватися стрічечка «true lover's knot» — «бант закоханої», що показував, що власниця герба дівує.
В Англії навіть у тому випадку, якщо в сім'ї було кілька дочок і не було синів, дівчата в своїх гербах не мали особливих відмітних знаків молодшого покоління. Всі вони мали однакові ромби з гербом батька.
На Іберійському півострові ситуація була інша, оскільки жіноча частина родини вважалася такою ж важливою, як і чоловіча. У Португалії спадкоємець чи спадкоємиця мають право обрати прізвище та герб будь-кого зі своїх предків за власним бажанням. Система відмітних знаків вказує, з якого боку сім'ї походить герб і покоління предків: батьків, дідів чи прадідів.
Сучасні дослідники стверджують, що ромбічний щит за жінками утвердився у пізньому середньовіччі. У своїх геральдичних дослідженнях Луї Булі де Лесден проаналізував печатки французьких жінок у період 1250—1525 рр. Він виявив, що на жіночих печатка присутні 199 звичайних щитів, 34 ромбоподібних, 7 квадратних і 6 круглих. Найстаріший ромб датований 1262 роком, наступний — 1335 рр. Крім того, він відшукав 9 чоловіків, які використовували ромбоподібні щити на печатках.

Герб французьких принцес
Герб Євгенії Бурбон
Герб бельгійських принцес
Герб Крістіни Магнусон до шлюбу
Герб жінок голландського роду Плос Ван Амстелів
Герб жінок голландського роду Роелів

### Шлюб
Шлюб жінки, як правило, означав зміну її герба. Коли шлюб став частиною сюжетів печаток та пам'ятників, традицією стало зображення повних щитів сім'ї чоловіка та дружини, що розміщувалися окремо. Наприкінці XIII століття обидва герби стали зображуватися і в одному щиті. Для цього кожен герб просто ділився на дві половини у стилі димідіації, коли два півщити зливаються в один.
Таке дивне поєднання двох гербів не могло існувати довго, оскільки при таких процесах складалися різноманітні покручі, що погано розпізнавалися. До кінця XIV століття стала нормою демонстрація повного набору геральдичних фігур обох гербів на одному щиті. Так, герб одруженої жінки став складатися із поєднання на одному щиті звичайної (чоловічої) форми її родового герба із гербом чоловіка — герб чоловіка праворуч, герб роду дружини — ліворуч (у гербах духовних осіб застосовується цей же принцип, тільки праворуч розміщується герб церковної установи, до якої належить священник, а зліва — його особистий герб). При цьому був виняток для облямівки герба, коли вона зображалися не повністю, а дотикалася іншого поля. При створенні таких гербів у блазонуванні дружина називається «дамою», а її чоловік «бароном». У такому контексті поняття «барон» не вказує на титул.
В Англії та Вельзі шлюб з жінкою, яка не має герба, позначався порожнім суміщенням або щитком. В ряді країн, наприклад Данії, монаршим указом було постановлено, що шляхтянка, яка настільки знехтувала своїм походженням, що взяла шлюб з простолюдином, втрачала право на використання герба своїх предків.
У німецький геральдиці та регіонах навколо, одружена жінка могла вживати герб свого батька, а з пізнього середньовіччя — і обох батьків. Могла створити і особистий герб, розбивши свій сімейний герб, зменшивши або збільшивши його.
У більшості країн Європи шлюбний герб утворюється не стільки суміщенням, скільки двома окремими гербами, розташованими поруч. Часто щити розташовуються похило, дотикаючись один одного кутами, а фігури клейнодів при цьому повернені одна до одної. У Німеччині щити чоловіка і дружини увінчуються одним шоломом і клейнодом. Подібна практика була в англійській геральдиці, якщо хтось із подружжя належить до вищих чинів лицарського ордену і таким чином має право оточити герб ланцюгом ордена. Тоді шлюбне поєднання гербів створювалося на двох окремих щитах, нахилених один до одного, це називається «accollé».
У сучасних правилах англійські герольдмейстери вказують, що одружена жінка може використовувати батьківський герб, навіть якщо її чоловік є армігером. При цьому на щиті або прапорі розташовується маленький щиток контрастної тинктури в кутку або ще де-небудь, щоб була утворена якнайкраща композиція герба. Скажімо, герб баронеси Маргарет Тетчер містить срібний щиток, що повідомляє про те, що це її власний герб, а не герб її чоловіка. До герба чоловіка при цьому допускається додавання ромбу.
Вдова зберігає поєднання власного герба і герба чоловіка, але змінює форму щита на ромбоподібну. В Європі часто практикувалося розміщення ромбічного щита вдови всередині кордельєри (мотузок з вузлами). В Англії розлучена жінка може повернутися до ромбу з гербом батька, із зазначенням її статусу за допомогою розташування невеликого наскрізного ромба в будь-якому зручному для цієї фігури місці.

Процес димідіації
Приклад димідіації
Приклад невдалої димідіації
Процес поєднання гербів
Поєднаний герб Ізабелли Шотландської, що стала герцогинею Бретані (1442-1450)
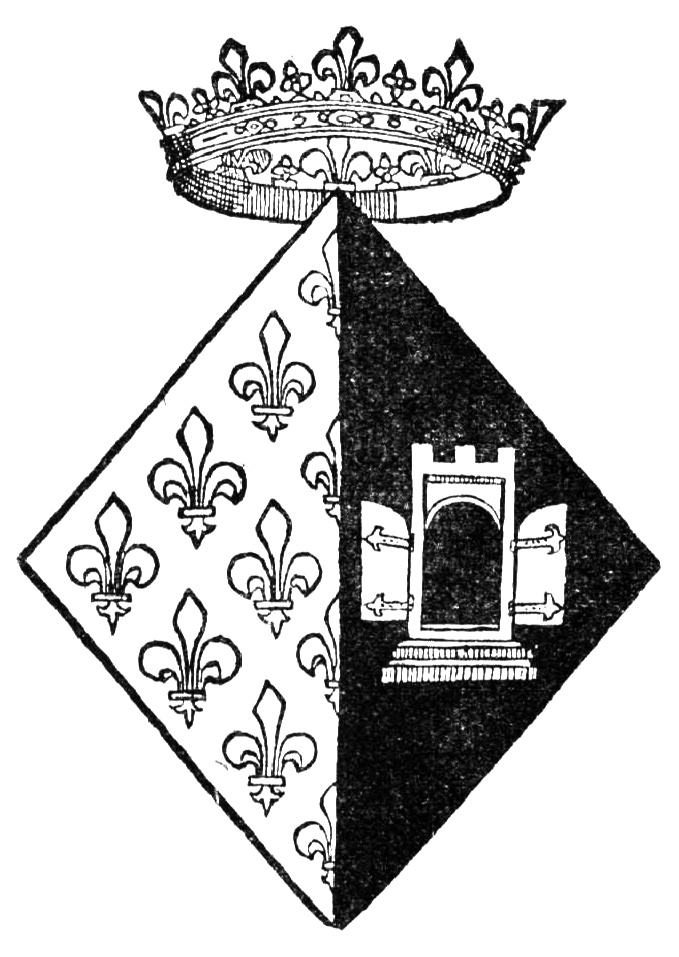
Ретроспективний поєднаний герб королеви Франції Анни Ярославни
Герб Марти Ларречеа, першої леді Чилі
Герб герцогині Кембриджської
Герб Маргарити Коннаутської як кронпринцеси Швеції
Герб Ліліан (герцогині Галландської)
Герб Мері (кронпринцеси Данії)
Герб Луїзи Марії Орлеанської, як королеви Бельгії
Герб баронеси Тетчер
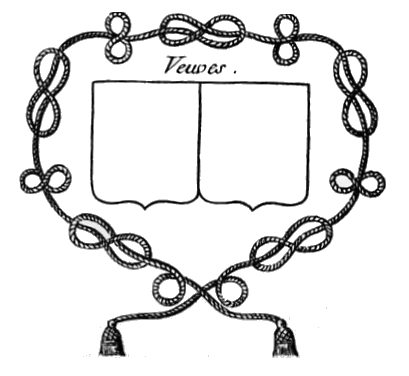
Вузли на спареному гербі, що символізують вдівство
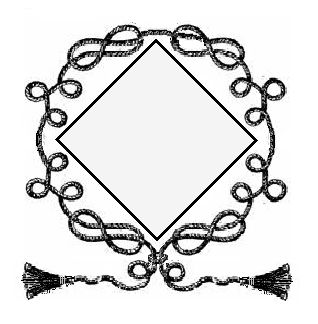
Вузли навколо герба, що символізують вдівство
Герб королеви Богемії та Угорщини Марії у час вдовування (1526-1558)
Герб Марії Крістіни Іспанської під час вдовування

### Спадкоємиця престолу
Геральдична спадкоємиця — жінка, у якої немає братів для престолонаступництва. Коли геральдична спадкоємиця вступає в шлюб, її щит або ромб просто розділяється на чотири частини. Батьківський герб розташовується у першій і четвертій чвертях, а герб чоловіка у другій і третій. Чоловік, після укладення шлюбу зі спадкоємицею, замість того щоб помістити герб своєї дружини поруч зі своїм на шлюбному щиті (як при суміщенні), розміщує його на маленькому щиті в центрі власного герба. Така позиція у центрі щита дає йому пріоритет над усіма іншими частинами герба. Цей маленький щиток називається «щитком домагання», бо саме так чоловік «претендує» на роль глави сім'ї дружини. Діти геральдичної спадкоємиці мають право розділити щити своїх гербів на чотири частини так, щоб у першій і четвертій чвертях розміщувався герб їхнього батька, а в другій і третій — герб їхньої матері. Якщо син спадкоємиці одружувався з іншою спадкоємицею, їх нащадки розміщували новий щит у третьому чвертьполі.
В Англії та Північній Ірландії, якщо є більше однієї доньки-спадкоємиці, кожна передає герб свого батька на рівних умовах. У Шотландії лише старша дочка передає герб свого батька своїм нащадкам.
Єдине виключення з цих правил — жінка-монарх, як, наприклад, королева Великої Британії Єлизавета II, яка була власницею герба для своїх дітей і мала повний родовий герб, який не міг бути розділений.

Правила створення герба спадкоємиці
Успадкування герба від батька та матері
Герб Біргітти, герцогині Глостерської, яка є геральдичною спадкоємицею
Герб королеви Великої Британії Єлизавети ІІ

### Використання герба матері
Наприкінці XV—XVII ст. у Європі поширюється мода на родовідні герби, коли на одному щиті розміщували герби кількох поколінь предків, не претендуючи на геральдичний спадок. Як правило, це було на портретах шляхтичів, де розміщувався герб батька, матері та більш далеких предків. Зустрічаються герби предків до шостого коліна (тридцять два герби), що повинно було вказувати на знатність особи.

### Герб абатис
Щит герба абатис має овальну чи ромбічну форму. На ньому зображувався родовий герб власниці, герб монастиря або їх поєднання. Статус власниці визначається абатською патерицею за щитом. Як додаткові елементи можуть виступати чотки з хрестом, девізна стрічка та інші елементи. У певних випадках герб міг зображуватися у більш класичних формах з використанням елементів світської геральдики.

Спрощений типовий герб абатис
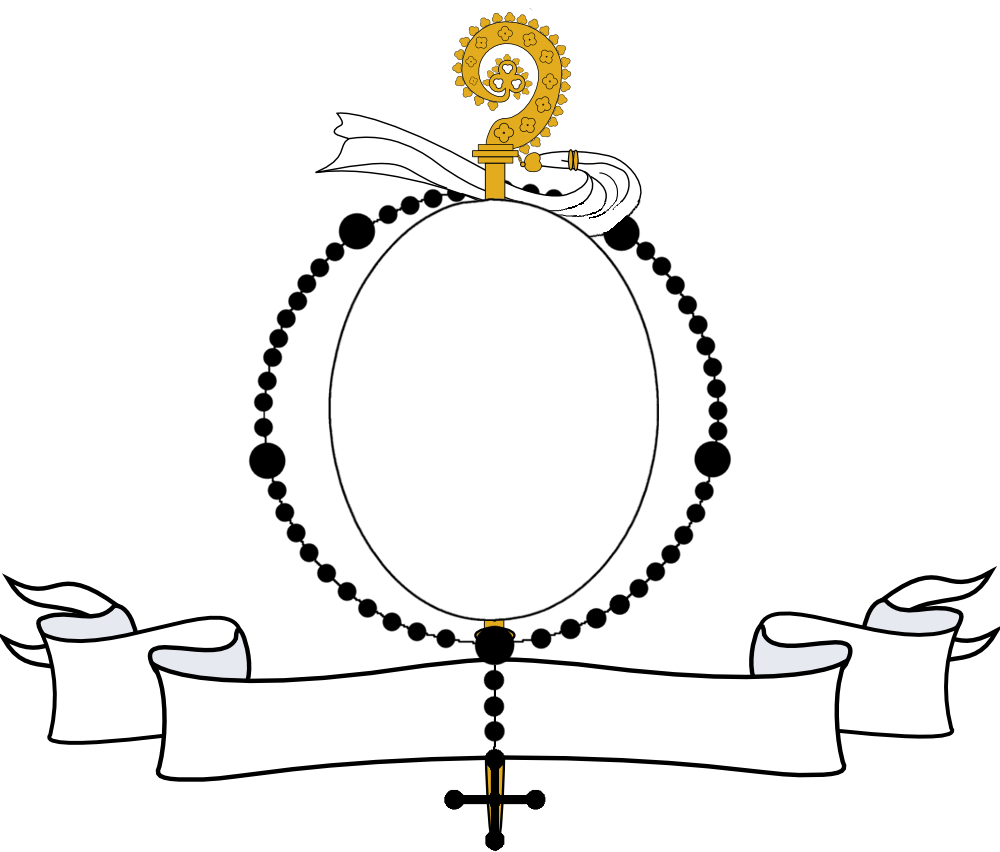
Розширений типовий герб абатис
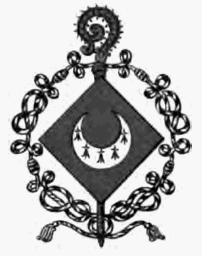
Герб абатиси
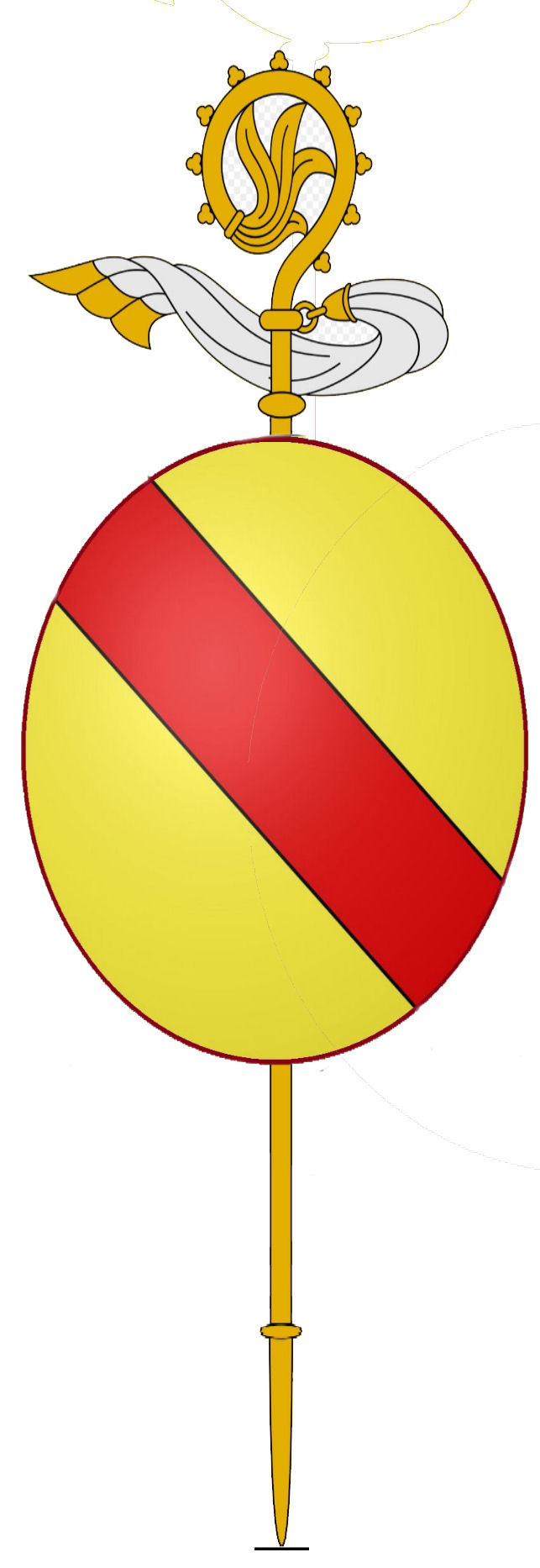
Герб абатиси Марі де Лінь
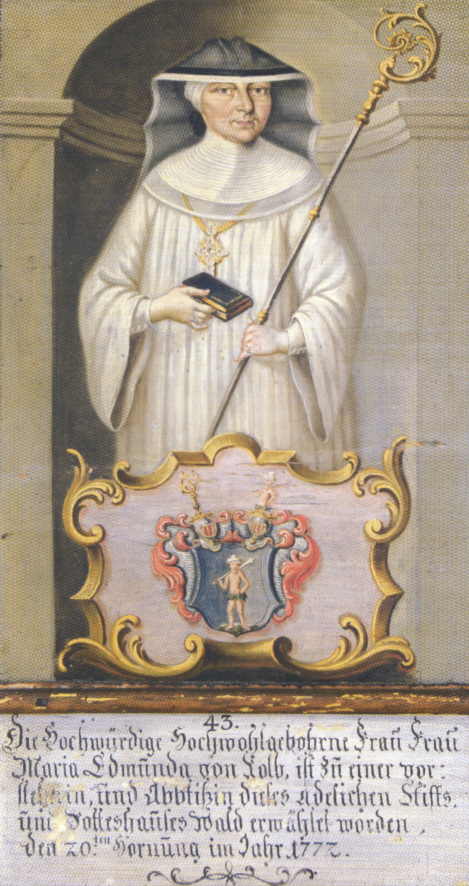
Герб абатиси Марії Едмунди фон Кольб

## Наполеонівська геральдика
Наполеонівська геральдика в цілому розвивалася в рамках західноєвропейської традиції, коли жінка використовувала герб чоловіка. Проте ця система передбачала виділення гербів для вдів. Вдівство позначалися типовими щитками у центрі родового герба. Для графинь, наближених до імператорського дому, це синій щиток із золотим відкритим портиком з двома колонами та фронтоном. Для графинь-вдів військовиків — у золотому щитку чорний меч вістрям донизу. Для інших графинь — золотий щиток. При цьому дані щитки оточувалися двома золотими пальмовими гілочками, що перев'язувалися знизу синьою стрічкою. Для баронес, наближених до імператорського дому, це червоний щиток із срібним відкритим портиком з двома колонами та фронтоном. Для баронес-вдів військовиків — у срібному щитку синій меч вістрям донизу. Для інших баронес — срібний щиток. При цьому дані щитки оточувалися двома срібними пальмовими гілочками, що перев'язувалися знизу червоною стрічкою.

Герб графині-вдови, наближеної до імператорського дому
Герб Франсуази Жозефіни Марі Філіппін де Салес, вдови сеньйора Бенса де Кавура
Герб Анни-Марі-Гаспар-Вінсенти, вдови сера Бріньоле Сейла
Герб графині-вдови військового
Герб графині-вдови
Позащитова прикраси графинь імперії
Герб баронеси-вдови, наближеної до імператорського дому
Герб баронеси-вдови військового
Герб баронеси-вдови
Позащитова прикраси баронес імперії

## Канадійська геральдика
У Канаді кожен громадянин чи громадянка має право подавати клопотання про отримання герба. Канадійці та канадійки, яких було нагороджено Орденом Канади, автоматично мають право отримувати герб, включаючи стрічку ордена, або, якщо вони вже мають герб, оточити стрічкою свій родовий герб.
У канадійській геральдиці жінки можуть успадковувати герб нарівні зі своїми братами (якщо такі є). Жінки в Канаді також можуть передавати герб своїм спадкоємцям, незалежно від статі. Ця система рівності чоловіків і жінок є результатом положень Канадійської хартії прав і свобод, яка гарантує, серед іншого, згідно із законом свободу від дискримінації за ознакою статі.

Герб Клер Будро, головної геральдеси Канади (2007-2020)
Герб генерал-губернаторки Канади Мікаель Жан
Герб генерал-губернаторки Канади Адрієн Кларксон
Герб астронавтки Жулі Паєтт

У канадійській геральдиці створені окремі бризури позначення старшинства доньок.
Бризури
|        | Перша | Друга          | Третя       | Четверта                       | П'ята                            | Шоста           | Сьома            | Восьма             | Дев'ята                |
| ------ | ----- | -------------- | ----------- | ------------------------------ | -------------------------------- | --------------- | ---------------- | ------------------ | ---------------------- |
| Доньки | Heart | An ermine spot | A snowflake | A fir twig as used in heraldry | A chess rook as used in heraldry | A scallop shell | An heraldic harp | An heraldic buckle | An heraldic clarichord |
| Доньки | Серце | Горностай      | Сніжинка    | Ялинкова гілка                 | Тура                             | Мушля           | Арфа             | Пряжка             | Кларіон                |

## Руська (українська) геральдика

### Герби шляхтянок
Жіночі печатки були невід'ємною частиною діловодства в середньовічній Україні від часів Русі. Печатки києво-руських княгинь часто вживали тип «свята—святий» і містили небесну патронесу власниці та патрона чоловіка.
Руські шляхтянки використовують родові герби і до, і після шлюбу. Дуже рідкісні випадки, коли жінка використовувала герб чоловіка. Як правило, це пов'язано з тими випадками, коли жінка походить із нешляхетського середовища із родини, яка не мала власного герба.
У традиційну родову геральдичну композицію жінки могли додати власний елемент. Скажімо, Феодора Сангушківна додала у клейнод родового герба непритаманну родині батька і чоловіка фігуру лева.

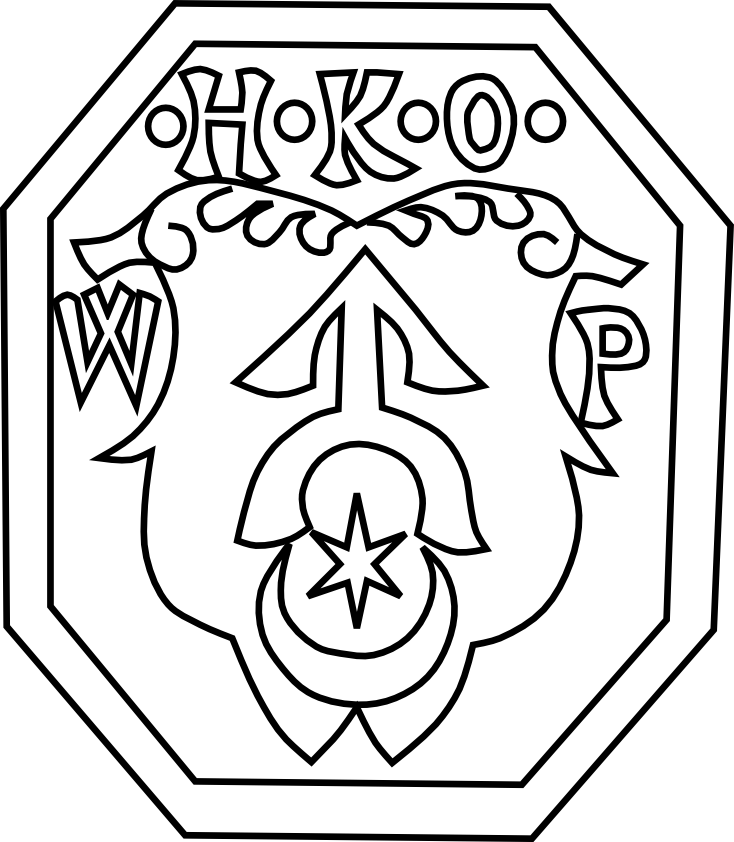
Печатка Єлизавети (Гальшки) Острозької
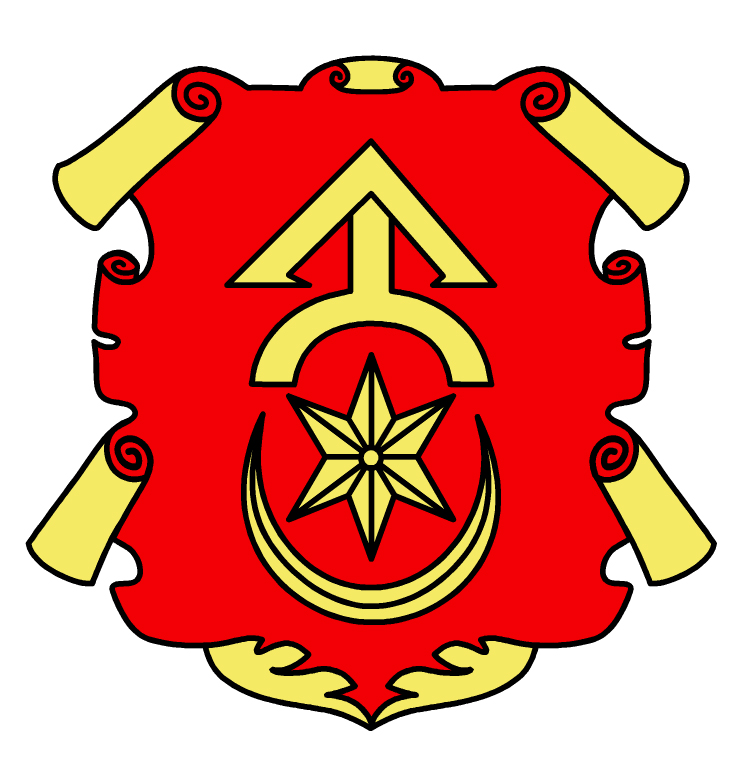
Герб Софії-Варвари Загоровської (до шлюбу Заславської)

### Успадкування герба матері
У руській геральдиці наявні унікальні приклади, коли герби успадковувалися не лише по чоловічій, а і по жіночій лінії, коли шляхтянки вживали у практиці не герб батька, а герб матері. Скажімо, доньки Ксенії Марії Острозької та Андрія Сангушка Олена та Василися Сангушки вживають не герб батька, а герб матері, тобто Острозьких. Є приклади, коли успадкування герба матері відбувається не лише доньками, але також і синами. Найвідоміший приклад — печатка князя Богдана Володимировича Глинського-Путивльського. На його печатці герб князів Заславських, успадкований від матері або бабусі. Є приклад вживання герба матері паралельно з гербом батька для окремих випадків. Так, на філігранях острозької папірні зустрічається герб князів Слуцьких, тобто герб матері.

### Генеалогічні герби
В руських гербах було відображено генеалогічне походження певної особи. Одним із найдавніших прикладів є печатка Іллі Костянтиновича Острозького початку XVI ст., де перше півполе містить герб батька Костянтина Івановича, а у другій — герб матері Тетяни Гольшанської. З 1530-х років подібна практика поширюється у шляхетському середовищі. Згодом з'являються складніші щити із поєднанням гербів не лише батька і матері, а і обох бабусь, а інколи і прабабусь. Таке явище було унікальним, порівняно з західноєвропейською геральдичною традицією.

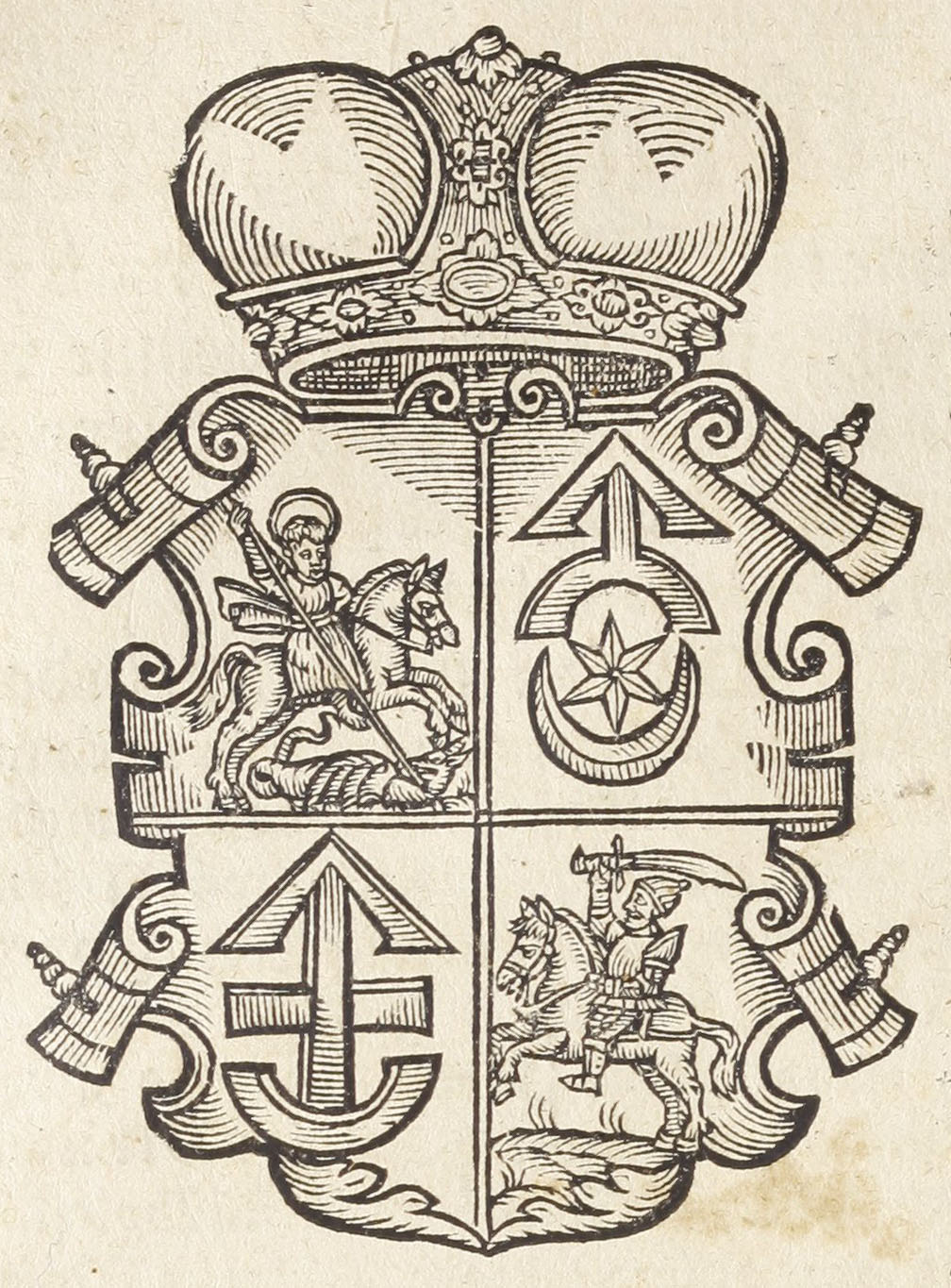
Герб Василя Костянтина Острозького з відображенням походження
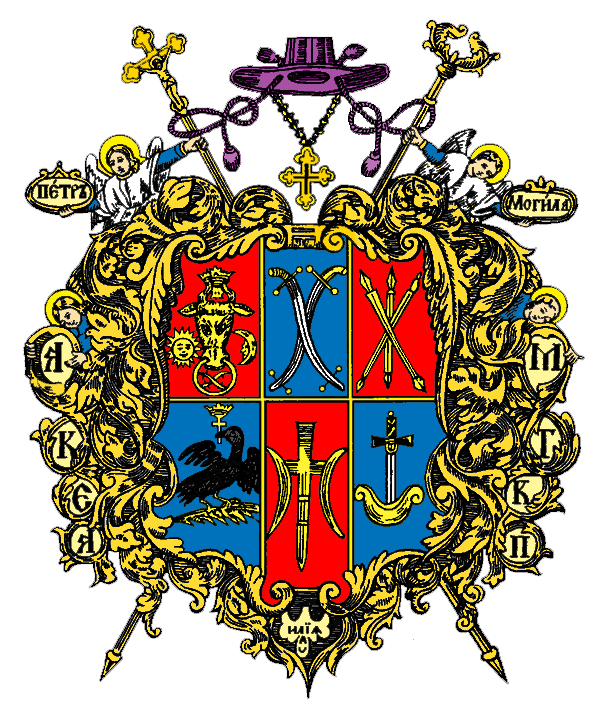
Герб Петра Могили з відображенням походження

## Російська геральдика
У російській геральдиці жінки використовували герб чоловіка. Певну особливість мала геральдика жінок російського імператорського дому Романових:
- Їх Імператорські Величності, Імператриці (дружини імператорів Всеросійських) — утворювались поєднанням в одному щиті герба чоловіка та власного герба або зображення двох щитів під спільною імператорською короною;
- Їх Імператорські Високості Великі княгині, доньки імператора Росії — імператорський герб у ромбоподібному щиту, що оточений зеленими пальмовими вітами, що пов'язані рожевою стрічкою і увінчаний імператорською короною. Після одруження жінки отримували новий герб, що містив герб чоловіка;
- Їх Імператорські Високості, Великі Княжни, внучки Імператора Росії (по чоловічій лінії) — у малому гербі мали чорну облямівку, усіяну чорними та золотими відірваними головами левів, у великому гербі — як щитотримачів золотих єдинорогів;
- Їх Високості, Княжна Крові Імператорської, правнучки Імператора Росії (по чоловічій лінії) — у малому гербі мали відсутність щитків з гербами на крилах орла, у великому гербі — як щитотримачів чорних єдинорогів із золотим озброєнням;
- Їх Високості, Княжни Крові Імператорської, прапраонуки Імператора Росії (по чоловічій лінії) — у малому гербі мали відсутність щитків з гербами на крилах орла та чорну облямівку, усіяну чорними та золотими відірваними головами левів, у великому гербі — як щитотримачів золотих грифонів;
- Їх Високості, Княжни Крові Імператорської, дочки праправнучок Імператора Росії (по чоловічій лінії) — у малому гербі мали відсутність щитків з гербами на крилах та щита на грудях орла, у великому гербі — як щитотримачів чорних грифонів та геральдичну мантію замість геральдичного покрову;
- Їх Імператорські Високості, їх Високості і їх Світлості, Княжни Романовські і герцогині Лейхтенбергські — у малому гербі мали княжий герб на грудях орла, у великому гербі — як щитотримачів золотих грифонів та геральдичну мантію замість геральдичного покрову[30].

Герб Олександри Федорівни (дружини Миколи II)
Герб Марії Федорівни (дружини Олександра III)
Герб доньок імператора Росії
Герб доньки імператора, що овдовіла (Марія Миколаївна)
Малий герб внучок Імператора Росії (по чоловічій лінії)
Великий герб внучок Імператора Росії (по чоловічій лінії)
Малий герб правнучок Імператора Росії (по чоловічій лінії)
Великий герб правнучок Імператора Росії (по чоловічій лінії)
Малий герб прапраонук Імператора Росії (по чоловічій лінії)
Великий герб прапраонук Імператора Росії (по чоловічій лінії)
Малий герб дочок праправнучок Імператора Росії (по чоловічій лінії)
Великий герб дочок праправнучок Імператора Росії (по чоловічій лінії)
Малий герб інших представниць дому Романових
Великий герб інших представниць дому Романових

## Ресурси Інтернету
- Albuminscripties aan Juliana de Roussel (-1669) met wapenafbeeldingen, meest van vrouwen
- KB Den Haag Album amicorum auteur Juliana de Roussel
- The Arms of Women, a Decree [Архівовано 23 березня 2021 у Wayback Machine.]
- Blount LaWanna Women in the Age of Chivalry and Heraldry [Архівовано 1 листопада 2018 у Wayback Machine.]
- Heraldry for Self-Isolators. Week 3—Topic 4: Heraldry and Women [Архівовано 27 грудня 2021 у Wayback Machine.]
- Типольт Н. А. Основы геральдики [Архівовано 29 серпня 2015 у Wayback Machine.].
- Главы из книги на сайте «Геральдика. Ру» // Медведев М. Ю. Геральдика или истинная наука о гербах. — СПб.: Гербы и флаги, 2008.
- Правила геральдики [Архівовано 2 жовтня 2012 у Wayback Machine.] // Проект «Геральдика. Ру».
- Правила геральдики [Архівовано 13 травня 2015 у Wayback Machine.] // Проект «Экскурс в геральдику».
- Глоссарий геральдических терминов [Архівовано 1 листопада 2016 у WebCite] // Проект «Геральдикум».